# Rudolf Levy
Rudolf Levy (Stettino, 15 luglio 1875 – Auschwitz, 6 febbraio 1944) è stato un pittore tedesco espressionista di origini ebraiche.

## Biografia
Nacque in una famiglia ebraica ortodossa che si oppose al suo desiderio di divenire un artista. Tuttavia nel 1895 riuscì a iscriversi all'Accademia di belle arti di Karlsruhe. e nel 1897 assieme ad Hans Purrmann si trasferì all'Accademia di Monaco dove studiò sotto la direzione di Nikolaos Gysis. Dal 1899 si iscrisse alla scuola privata tenuta da Heinrich Knirr avendo come compagni tra gli altri Paul Klee, Eugen von Kahler, Hermann Haller e Georges Karse. Nel 1901 e 1902 si impratichì nella pittura en plein air con Heinrich von Zügel.
Nel 1903 con Purmann e Walter Bondy si trasferì con Purmann e Walter Bondy a Parigi. Qui animava la cerchia internazionale che si riuniva al Café du Dôme. Nel 1905 e 1906 partecipò alla terza e alla quarta mostra del Salon d'Automne al Grand Palais. Nel 1907 studiò presso la nuova scuola di pittura di Henri Matisse. Tra il 1910 e il 1913 fece diversi viaggi nel sud della Francia e in Tunisia alla ricerca di nuove suggestioni pittoriche.
Dopo la prima guerra mondiale, che combatté come volontario, rimase in Germania e si sposò con Eugenie Schindler (1894-1953), una fotografa e attrice col nome d'arte di Genia Morelli, con cui andò a vivere a Berlino. La sua prima mostra personale a Berlino nel 1922, organizzata dal mercante e collezionista d'arte Alfred Flechtheim, lo rese noto a una cerchia più ampia di pubblico e critica. Tra il 1924 ed il 1926 fu di nuovo a Parigi dove operò come rappresentante di Flechtheim. Ritornato a Berlino, dove il suo circolo di conoscenze comprendeva Erika Mann e il fratello Klaus ed il marito Gustaf Gründgens, Erik Charell, Salomon Friedlaender, Renée Sintenis, Joachim Ringelnatz e Ernst Stern, nel 1928 fu nominato nella giuria della Secessione di Berlino assieme a Hans Purrmann, Charlotte Behrend-Corinth, George Grosz e Max Pechstein. Continuò a collaborare con la Secessione fino al 1933 e contemporaneamente tenne una sua scuola di pittura situata sul Kurfürstendamm.
Con il nascere delle persecuzioni razziali naziste preferì lasciare la Germania e venne ospitato a Rapallo, nella villa del suo amico e allievo Bob Gesinus-Visser (1898-1978). Dal 1935 fu a Maiorca, dove incontrò altri esuli come Franz Blei, Heinrich Maria Davringhausen, Arthur Segal e Karl Otten, ma allo scoppio della Guerra civile spagnola fu costretto a emigrare temporaneamente a New York ospite dell'amico attore Erik Charell. 
Ritornato in Europa fu prima a Malfi, un sobborgo di Ragusa, e nel 1938 ad Ischia. Qui si inserì nella piccola comunità di artisti tedeschi formata da Karli Sohn-Rethel, Kurt Craemer, Werner Gilles, Max Peiffer Watenphul e Eduard Bargheer e visse vendendo occasionalmente alcune opere ma anche con aiuti provenienti dalla famiglia e anche dalla ormai ex-moglie.
Anche qui non poté fermarsi: con lo scoppio della guerra nel 1939 il suo permesso di soggiorno non fu rinnovato. I tentativi dell'amico Charell di fargli rinnovare il permesso per gli Stati Uniti furono vanificati dalla sua situazione economica. Nel 1940 riuscì a stabilirsi a Firenze dove ritrovò Kurt Craemer e Hans Purrmann e ricominciò a dipingere, soprattutto nature morte e ritratti. Nel maggio del 1943, con l'occupazione tedesca, assieme ad altri si rifugiò clandestinamente nella campagna di Reggello. 
Nel dicembre del 1943 fu attirato con l'inganno a Firenze da agenti SS che si fingevano mercanti d'arte e arrestato. Dopo una breve incarcerazione a Le Murate fu avviato al carcere di San Vittore a Milano, e da lì ad Auschwitz. Probabilmente venne ucciso al momento dell'arrivo al Lager il 6 febbraio 1944, in quanto considerato troppo anziano per essere utilizzato nel lavoro.
Molte opere di Levy nei musei tedeschi sono andate distrutte durante le attività repressive naziste contro la cosiddetta arte degenerata. 

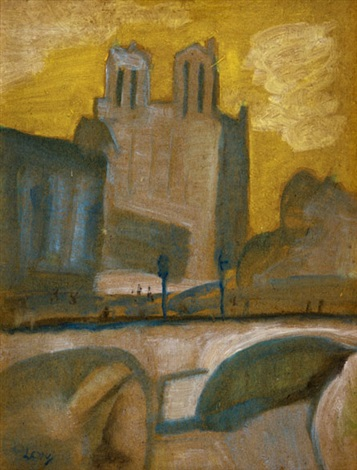
Parigi
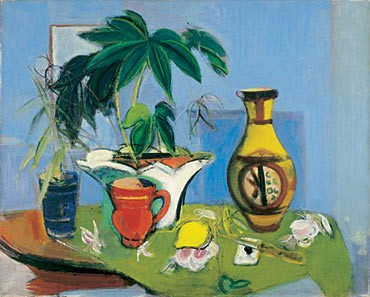
Natura morta con vaso giallo
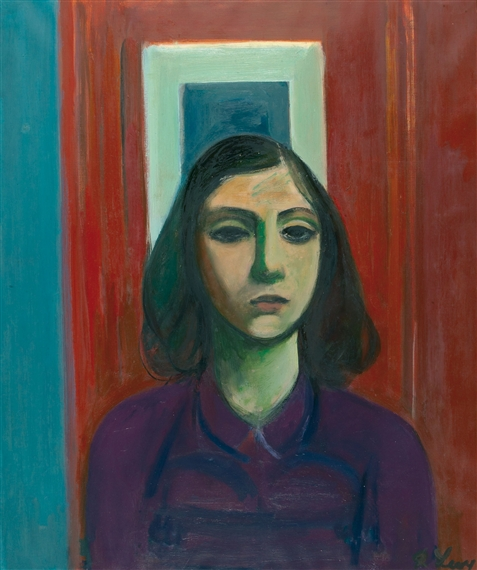
Ragazza di Ischia
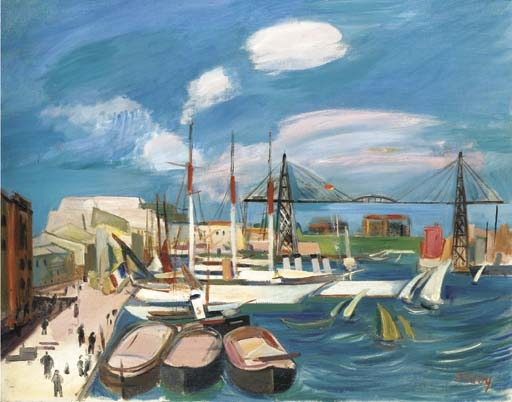
Il porto di Marsiglia
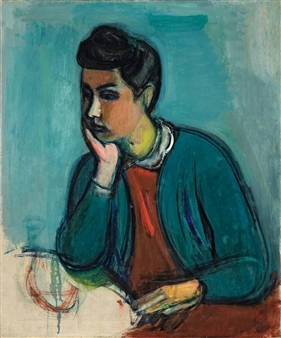
Ritratto di Nanda (Firenze)